# Masha Gordon
Pour les articles homonymes, voir Gordon.
Masha Gordon, née le 13 février 1974, est une femme d'affaires, une exploratrice et alpiniste britannico-russe. Elle est fondatrice d'une organisation caritative, Grit & Rock, et a également joué un rôle déterminant dans le sauvetage de l’alpiniste Élisabeth Revol, en janvier 2018.

## Biographie
Elle est née dans le Caucase en 1974. Diplômée de l’école de journalisme de Moscou, elle a d’abord travaillé pour le bureau russe du Washington Post, avant d’étudier la finance aux Etats-Unis. Elle s’installe ensuite au Royaume-Uni, et s’y marie avec un responsable politique du LibDem.
Elle consacre 16 ans de son parcours professionnel aux marchés financiers. En 2006, elle est nommée directrice générale de Goldman Sachs (entreprise chez qui elle est entrée en 1998), et dirige à partir de 2009 l'équipe de gestion de portefeuille de Pacific Investment Management Company (PIMCO). Elle est mentionnée deux fois dans le Top 40 under 40 par The Financial News . Elle est l’administratrice non exécutive d'Alrosa, une entreprise publique d'extraction diamantifère russe.
Vers 2010, à l’occasion d’un congé de maternité de six mois, elle s’installe à Chamonix, et s’initie à l’alpinisme, bien qu’étant initialement peu sportive. En octobre 2015, elle se lance dans un défi d’endurance, le défi du record du monde féminin de l'Explorers Grand Slam. Elle gravit les plus hauts sommets et skie sur les pôles Nord et Sud,,. De retour en Europe, elle crée, en septembre 2016, une organisation caritative, Grit & Rock, pour encourager les jeunes filles des faubourgs défavorisés de Londres à découvrir la montagne. Sa fondation propose aussi des bourses pour aider des projets de première ascension portés par des femmes. 
Dans la nuit du 25 au 26 janvier 2018, informée par un SMS de l’époux d’Élisabeth Revol, qui est une amie, qu’Élisabeth et son compagnon de cordée polonais, Tomasz Mackiewicz, étaient en très grande difficulté, bloqués dans une descente d’un sommet de l’Himalaya, elle a monté en urgence une campagne de financement participatif sur le site GoFundMe. Cette campagne a recueilli 50 000 euros en 6 heures et a permis de financer le décollage de deux hélicoptères pakistanais, emportant une équipe de secours vers les alpinistes. La diaspora polonaise a contribué fortement à cette campagne.

## L’Explorers Grand Slam
- Kilimanjaro (22 octobre 2015)
- Elbrus (25 mars 2015 et 10 mars 2016)
- Aconcagua (7 février 2015 and 31 janvier 2016)
- Carstensz Pyramid (4 mars 2016)
- Denali (11 juin 2016)
- Massif Vinson (5 décembre 2015)
- Everest (19 mai 2016)[5]
- North Pole (19 avril 2016)
- South Pole (15 décembre 2015)